# Subancistrocerus domesticus
Subancistrocerus domesticus är en stekelart som beskrevs av Williams 1928. Subancistrocerus domesticus ingår i släktet Subancistrocerus och familjen Eumenidae. Inga underarter finns listade i Catalogue of Life.